# Castelo de Caracena
O castelo de Caracena é um fortaleza medieval localizada na localidade de Caracena, na província de Sória, em Espanha.

## Localização
O castelo encontra-se situado numa elevação, a uma altitude de 1150 metros, a um quilómetro a sul da povoação de Caracena, entre os dois riachos que formam o Barranco de los Pilones e o das Garganta, desembocando no rio Caracena.

## História
Na construção do castelo de Caracena podem-se distinguir duas etapas, embora se acredite que a sua origem seja anterior ao século XII.
Numa sentença datada de 1136, emitida pelo cardeal Guido, legado pontifício de Inocêncio II, sobre a demanda que então corria entre as dioceses de Osma e Siguença pela posse das terras de Caracena, já se faz menção da existência de um castelo na localidade. A esta época correspondem os restos da muralha que percorre a elevação. Este primitivo castelo esteve activo no século XV, durante os confrontos entre os Reis Católicos e o senhor da vila de Caracena, Juan de Tovar. Leal àqueles, e em seu nome, D. Pedro de Acuña, conde de Buendía, tomou a fortaleza, e a confiscou, obrigando Francisco de Tovar, seu proprietário e senhor de Caracena, a proceder à sua demolição.
Em 1491, Alfonso Carrillo de Acuña, sobrinho do homónimo Arcebispo de Toledo, obtém o senhorio de Caracena, procedendo à reedificação do castelo nos cinco anos seguintes, sendo assim provável que a época de construção do castelo actual tenha decorrido entre 1491 e 1496. Alfonso Carrillo usou as técnicas de construção características da sua época, adaptando-o ao já então generalizado uso da artilharia., tanto para melhor defesa frente às armas de fogo, como para a sua utilização mais eficaz a partir do interior. A tal se devem as troneiras que salpicam os muros castrenses.[carece de fontes?]
Em Março de 2016, o castelo, um dos edifícios de valor histórico e patrimonial incluídos na Lista roja del Patrimonio, encontrava-se num estado de grande degradação, devido ao mau uso e ao abandono, tendo sofrido nessa data novos desmoronamentos.

## Descrição

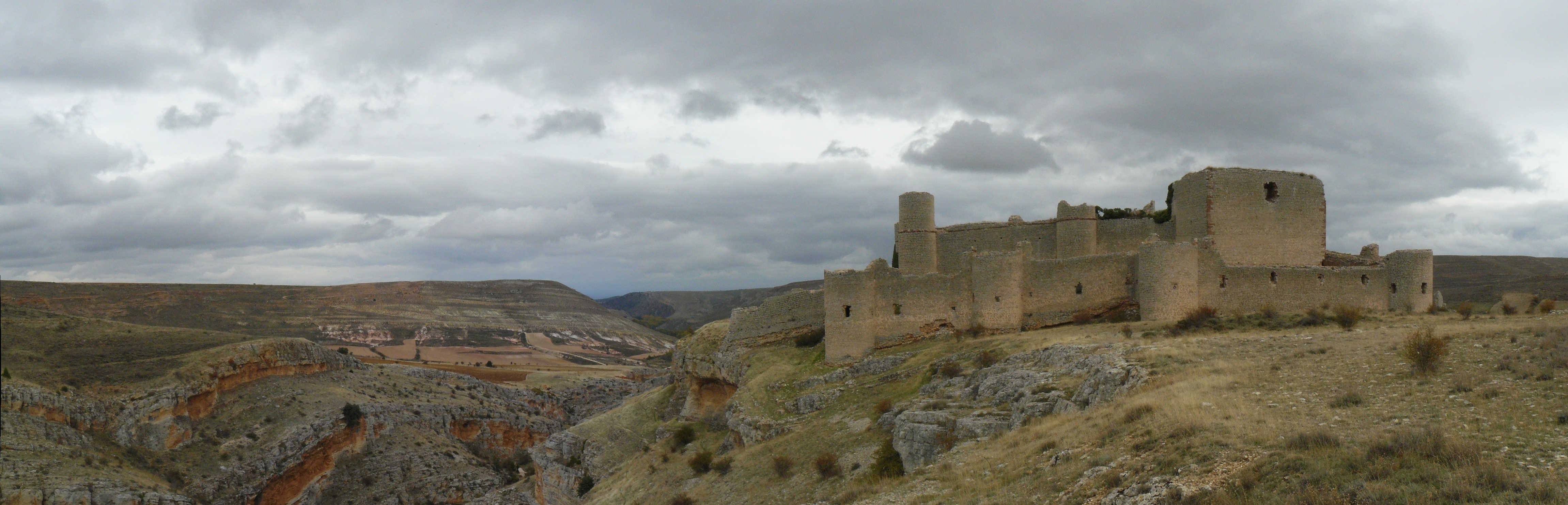
O castelo, visto pelo oeste

O castelo foi construído em alvenaria, podendo ainda hoje ver-se claramente os restos da construção original, que consistem numa muralha que percorre a elevação entre os barrancos, e por sua vez serve de apoio para a torre de menagem de construção posterior, e para o muro norte do recinto interior, ambos do século XV.
O plano de organização revela um recinto duplo com fosso artificial, a que se acede por um percurso em zig-zag bem protegido. Um dos recintos interiores é em forma de quadrilátero trapezoidal traçado por cinco cubelos, no vértice sudeste dos quais se alça a robusta torre de menagem de forma prismática retangular, enquanto no oposto se abre a porta que o faz comunicar com o segundo recinto, disposto a modo de corredor perimétrico. Este é fechado por uma segunda muralha paralela à primeira dotada de dez cubelos ocos com adaptações para o uso de artilharia, dois dos quais flanqueiam a entrada, não aberta directamente para o interior de modo a dificultar o acesso em caso de assalto. É ainda possível observar os restos de salas abobadadas, cisternas e guaritas salientes.